# Emiliano Morlans
Emiliano Morlans Pueyo (* 11. September 1952 in Panticosa) ist ein ehemaliger spanischer Skilangläufer.
Morlans errang bei den Nordischen Skiweltmeisterschaften 1978 in Lahti den 65. Platz über 15 km. Bei seiner einzigen Teilnahme an Olympischen Winterspielen im Februar 1980 in Lake Placid belegte er den 53. Platz über 15 km und den 49. Rang über 30 km.